# Овсянников, Виктор Григорьевич
 Виктор Григорьевич Овсянников (род. 1938 г., село Куйбышево Ростовской области) — советский патофизиолог, доктор медицинских наук, профессор, заведующий кафедрой патологической физиологии Ростовский государственного медицинского университета. Заслуженный работник Высшей школы России. Академик Российской Академии Естествознания.

## Биография
Виктор Григорьевич Овсянников родился в 1938 году в селе Куйбышево Ростовской области в крестьянской семье. В 1963 году окончил Ростовский государственный медицинский институт (ныне Ростовский государственный медицинский университет). Учился в аспирантуре института на кафедре патологической физиологии.
В 1966 году защитил кандидатскую диссертацию на тему: «Механизм развития туберкулеза коленного сустава и форма информации из очага поражения». Его научным руководителем был профессор Гордиенко А. Н..
В 1977 году под руководством профессора Саакова Богдана Арташесовича защитил докторскую диссертацию на тему «Нарушения кровообращения при анафилактическом шоке»  Получил ученую степень доктора медицинских наук. В 1982 году ему было присвоено звание профессора кафедры стоматологической физиологии. С 1983 году работает заведующим кафедрой патологической физиологии Ростовский государственного медицинского университета.
Область научных интересов: вопросы патогенеза острой и хронической боли, изучение взаимосвязи между болевой и противоболевой системами человека. Профессор Виктор Григорьевич является автором 136 научных работ, связанных с проблемами нарушения микроциркуляции, включая две монографии и три учебника. Под его руководством в разное время в университете было подготовлено и защищено четыре докторских и 39 кандидатских диссертаций. Четыре его диссертанта — из Никарагуа, Бангладеш и Сирии.
Хобби — пчеловодство.

## Награды и звания
Заслуженный работник Высшей школы России.

## Труды
- Онтогенетические аспекты изменения активности лизоцима при острой соматической боли. РГМУ, 2014.